# Nitrowski (Orgelbauer)
Nitrowski war eine bedeutende Orgelbauerfamilie im Polen des 17. und 18. Jahrhunderts.

## Orgelbauer

### Georg Nitrowski

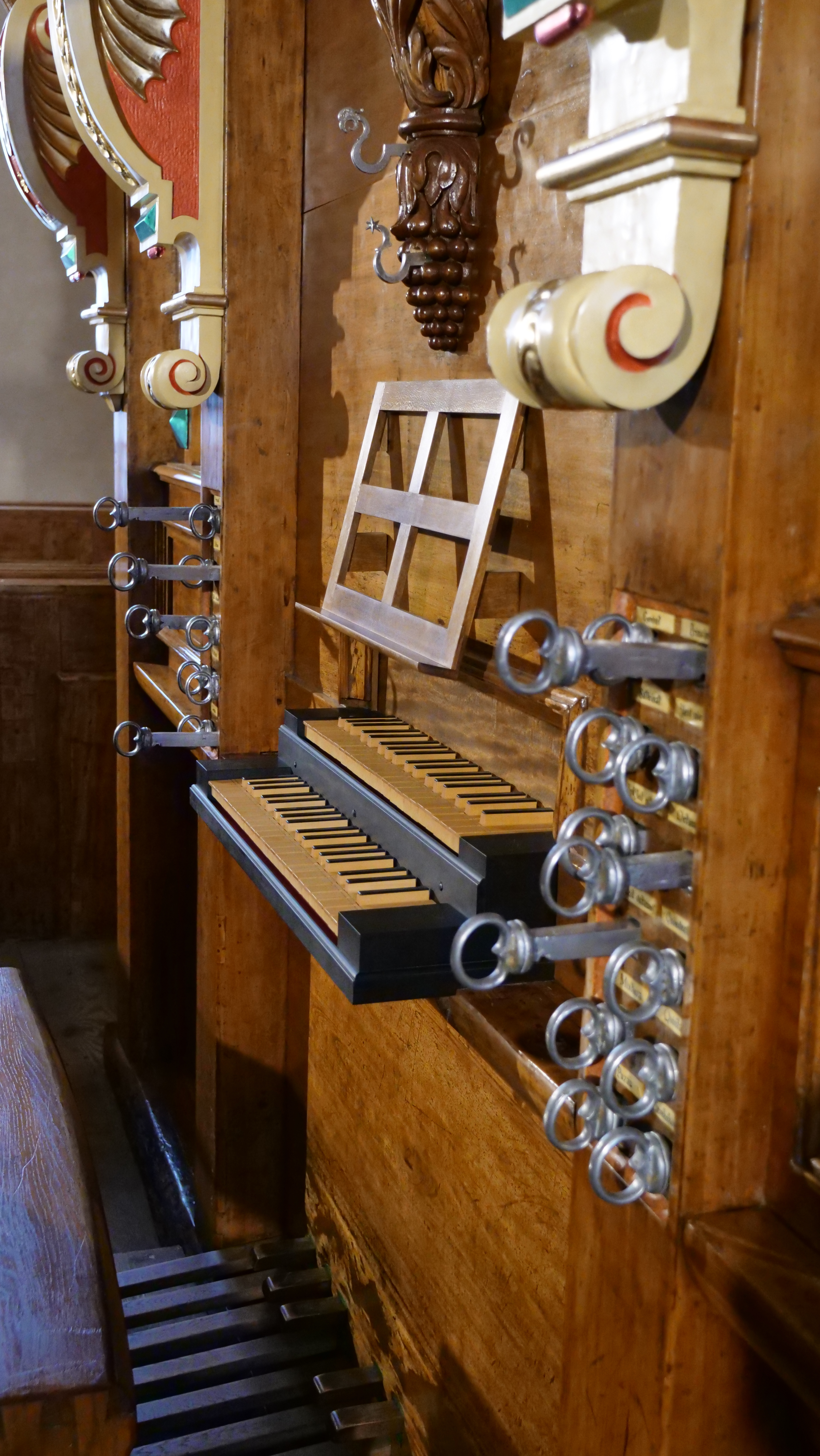
Spieltisch der Orgel in Olkusz nach der Restaurierung (Flentrop Orgelbouw, Zaandam, 2015–2018)

Georg Nitrowski (handschriftlich Georgius Nitrofsky, polnisch Jerzy Nitrowski) war ein Sohn von Stanisław Nitrowski und stammte wohl aus Waralia in Oberungarn (heute Spišské Podhradie in der Slowakei). 1630 vollendete er eine Orgel von Hans Hummel in Levoča in Oberungarn (heute Slowakei) und 1633 im polnischen Olkusz. Diese ist die älteste erhaltene Orgel in Polen. Um 1649 ließ er sich erstmals in Danzig nieder und baute 1660 und 1667 neue Orgeln für die Dome in Posen und Gnesen. Danach war er in Konitz tätig, das durch einen Stadtbrand beschädigt worden war, ehe er 1672 wieder nach Danzig kam, wo er im darauffolgenden Jahr letztmals erwähnt wurde.

### Andreas Nitrowski
Andreas Nitrowski (polnisch Andrzej Nitrowski) war der ältere Sohn Georgs. Er wurde 1673 bei Arbeiten in Danzig mit dem Vater erwähnt und in den folgenden Jahren mit einigen weiteren Arbeiten. Beim Bau einer Orgel für den Dom in Sandomir starb er 1698.

### Daniel Nitrowski
Daniel Nitrowski war der jüngere Sohn von Georg. Er wurde 1683 erstmals bei Arbeiten erwähnt. Er baute eine Orgel für den Frauenburger Dom, deren Prospekt bis heute erhalten ist.

## Orgeln (Auswahl)

### Georg Nitrowski
Georg Nitrowski baute Orgeln für die Dome in Gnesen und Posen und setzte die von Hans Hummel in Levoča und Olkusz fort. Letztere ist die älteste erhaltene Orgel in Polen. Daneben sind einige Reparaturen vor allem in Danzig bekannt.
| Jahr            | Ort                                | Gebäude         | Bild                                        | Manuale | Register   | Bemerkungen |
| --------------- | ---------------------------------- | --------------- | ------------------------------------------- | ------- | ---------- | --- |
| 1630–1632       | Leutschau (Levoča), heute Slowakei | St. Jakob       |                                             | II/P    | 25 oder 27 | Fertigstellung der Orgel von Hans Hummel; Gehäuse vom Hauptwerk und Rückpositiv, Windlade des Rückpositivs mit etwa 6 Registern (inkl. Principal 4'), sowie Teile der Orgelempore erhalten                                                      |
| 1631–1633       | Olkusz                             | St. Andreas     | Orgel der St. Andreas Pfarrkirche in Olkusz | II/P    | 31         | Fertigstellung der Orgel von Hans Hummel, 2015–2018 restauriert von Flentrop, älteste spielbare Orgel in Polen. Original erhalten sind alle Windladen, Trakturen, 25 von 31 Registern (darunter 5 zugelötete Rohrflötenregister) und Spieltisch |
| 1638–1641       | Krakau (Kraków)                    | St. Marien      |                                             | II/P    | 29         | Umbau der Renaissanceorgel und Erweiterung um zwei Pedaltürme, nicht erhalten |
| 1642            | Warschau (Warszawa)                | ?               |                                             |         |            | Erwähnung von Tätigkeiten |
| etwa 1641–1644? | Koniecpol                          | St. Trinitatis  | Orgel der Trinitatiskirche in Koniecpol     | II/P    | 25         | Neubau, Zuschreibung unsicher. Original erhalten sind sämtliche Windladen, große Bereiche der Ton- und teilweise die Registertraktur und 15 alte Register (darunter eine zugelötete Rohrflöte)                                                  |
| 1649–1650       | Danzig (Gdańsk)                    | St. Katharinen  |                                             | III/P   | 33         | Erweiterung mit Bau von Pedaltürmen, Gehäuse teilweise erhalten |
| 1652            | Danzig                             | St. Marien      |                                             |         |            | Reparaturen |
| 1654–1660       | Gnesen (Gniezno)                   | Dom             |                                             | II/P    | 32         | Neubau, Gehäuse 1945 verbrannt |
| 1658–1660       | Danzig                             | St. Bartholomäi |                                             | III/P   | 35         | Erweiterung mit Bau von Pedaltürmen |
| 1667            | Posen (Poznań)                     | Dom             |                                             |         |            | Neubau, 1773 zerstört |
| 1672            | Danzig                             | St. Marien      |                                             | II/P    | 34         | kleine Orgel über der Reinholdskapelle, Reparaturen |
| 1673–1675       | Danzig                             | St. Marien      |                                             | III/P   | 51         | große Orgel, Reparaturen und Erweiterungen mit Andreas Nitrowski und Johann Balthasar Held |

### Andreas Nitrowski
Andreas Nitrowski begann den Neubau einer Orgel im Dom von Sandomir, die von Matthäus Brandtner fertiggestellt wurde. Daneben sind ein weiterer Neubau und einige Reparaturen von ihm bekannt, sowie einige zugeschriebene Arbeiten.
| Jahr | Ort                   | Gebäude    | Bild | Manuale | Register | Bemerkungen |
| ---- | --------------------- | ---------- | ---- | ------- | -------- | --- |
| 1673 | Danzig                | St. Marien |      |         |          | Reparaturen und Erweiterungen mit Vater Georg Nitrowski |
| 1681 | Letzkau               | Kirche     |      |         |          | Neubau, 1904/05 ersetzt durch Heinrichsdorff |
| 1683 | Danzig                | St. Marien |      |         |          | Reparaturen mit Bruder Daniel |
| 1697 | Sandomir (Sandomierz) | Dom        |      | II/P    | 30       | Prospekt erhalten, starb während der Arbeiten, 1698 fertiggestellt von Matthäus Brandtner, 1929 ersetzt durch Homan-Jezierski, 1967 Rekonstruktion nach historischer Disposition durch Chwałek |

### Daniel Nitrowski
Daniel Nitrowski baute eine neue Orgel für den Frauenburger Dom, deren Prospekt erhalten ist. Daneben sind einige Reparaturen in Danzig und an anderen Orten bekannt, sowie einige vermutete Arbeiten.
| Jahr      | Ort                   | Gebäude          | Bild                                       | Manuale | Register | Bemerkungen                                           |
| --------- | --------------------- | ---------------- | ------------------------------------------ | ------- | -------- | ----------------------------------------------------- |
| 1683      | Danzig                | St. Marien       |                                            |         |          | Reparaturen mit Bruder Andreas                        |
| 1683–1685 | Frauenburg (Frombork) | Dom              |                                            | II/P    | 30       | Prospekt erhalten – Orgel                             |
| 1697–1698 | Danzig                | Trinitatiskirche | große Orgel der Trinitatiskirche in Danzig | III/P   | 45       | Prospekt erhalten, die Orgel wurde 2018 rekonstruiert |